# Den grå zonen
Den grå zonen är en amerikansk dramafilm från 2001, regisserad av Tim Blake Nelson. Filmen handlar om det judiska Sonderkommando XII i Auschwitz i oktober 1944. Sonderkommandot, som består av judiska fångar, har till uppgift att fösa offren till gaskamrarna och att kremera deras döda kroppar i ugnarna. En dag beslutar sig fångarna för att göra uppror.